# Tarik Fraihi
Tarik Fraihi (Bornem, 6 september 1969) is een Belgisch politiek filosoof en publicist.

## Biografie
Fraihi is de zoon van Marokkaanse ouders, en is afkomstig uit Klein-Brabant. Hij werkte van 2000 tot 2003 bij de Federatie Marokkaanse Democratische Organisaties (FMDO), een overkoepelend geheel van 47 organisaties die actief zijn in de belangenbehartiging en emancipatie van immigranten in Brussel en Vlaanderen.
Op vraag van Patrick Janssens werkte Tarik Fraihi in 2003 aan een kritisch rapport over minderheden waarin hij een brede analyse maakte over de koers die de linkse politieke partijen in Vlaanderen moeten varen wat betreft het minderhedenthema en alle samenlevingsproblemen die daarmee gepaard gaan. Vanaf 1 februari 2003 is hij actief als vast wetenschappelijk medewerker op de studiedienst van de sp.a. “Politieke partijen moeten beseffen dat een onderscheid maken tussen allochtonen en autochtonen gevaarlijke situaties kan creëren. We moeten ons focussen op de sociaal-economische situatie. Werkgelegenheid en onderwijs, daar begint het”, verklaart Fraihi in het rapport. Fraihi was hieromtrent te gast in het Canvas-programma 'Nachtwacht' met Jan Leyers.
Tarik Fraihi was docent aan EHSAL waar hij het vak ‘maatschappelijke vraagstukken’ doceerde aan studenten van de opleiding Sociaal Werk. Als auteur is hij bekend om zijn vele opiniestukken, boekenbijdragen en een eigen boek over integratie en migranten. Hij schreef columns voor De Morgen en Knack. Andere opiniestukken verschenen in De Tijd en De Standaard.
Zowel voor de schermen als achter de schermen kan hij beschouwd worden als de grote pleitbezorger van het migrantenstemrecht. Een standpunt dat hij sterk deelde met Patrick Janssens. Hiervoor had Fraihi in 1995 een Nationaal Comité voor Algemeen Stemrecht opgericht, een lobbygroep die slechts enkele jaren bestond en beleidsmakers trachtte te beïnvloeden. Na zijn toetreden tot de studiedienst van de sp.a werd het gemeentelijk stemrecht voor migranten in 2004 gerealiseerd.
Op 23 november 2005 diende hij als voorzitter van Kif Kif samen met de Beweging tegen Racisme, Antisemitisme en Xenofobie (MRAX) een klacht in tegen Filip Dewinter bij de procureur des Konings bij de rechtbank van eerste aanleg te Antwerpen. In 2005 was hij een van de aanvankelijke nominaties voor het televisieprogramma de Grootste Belg (VRT).
De Morgen publiceerde op 27 maart 2006 een interview met Tarik en zijn zus, Hind Fraihi, over onderwerpen als politieke islam, multiculturaliteit, moslimfundamentalisme, en de strijd tegen het Vlaams Belang. De uitspraken van de Fraihi's in dit interview stuitten op heel wat kritiek. Socioloog Ludo De Witte noemde het interview een nieuw dieptepunt van een politieke regressie, aangezien Fraihi volgens hem nu zelf de stigmatisering van allochtone minderheden promoot. Fraihi repliceerde hier scherp op via een open brief waarin hij stelde dat het stigma in stand wordt gehouden door mensen als De Witte die blijven spreken van een allochtone gemeenschap en de interne diversiteit in de verschillende gemeenschappen niet onder ogen willen zien.
In 2008 ging hij aan de slag bij het Orgaan voor de Coördinatie en de Analyse van de Dreiging, waar hij departementshoofd werd en zo verantwoordelijk was voor de coördinatie van het actieplan radicalisme.
In februari 2018 werd hij politiek directeur van Groen en in maart van dat jaar werd hij verkozen tot voorzitter van het Vermeylenfonds. Op 1 juli 2019 werd hij als politiek directeur vervangen door Bogdan Vanden Berghe. Op 16 november 2019 koos het Vermeylenfonds Willem Debeuckelaere tot nieuwe algemeen voorzitter. Die nam daarbij de fakkel over van Fraihi. 

### Boekenbijdragen
- Dimensies van minorisering en ongelijkheid bij het minderhedenbeleid, in: Bob Van den Broeck en Marie-Claire Foblets (red.), Het failliet van de integratie? Het multiculturalismedebat in Vlaanderen, uitg.: Acco, Leuven. 2002
- Met man en macht. Enkele bedenkingen bij de emancipatiestrijd van minderheden in België, in: Hassan Bousetta (red.), Breek de stilte. Een burgerlijk standpunt van Belgische intellectuelen van Maghrebijnse afkomst over de gebeurtenissen sinds 11 september 2001, uitg.: VUBPRESS, Brussel. 2003
- Van berenmuts naar tulband, in: Hoe nu verder? 42 visies op de toekomst van Nederland na de moord op Theo van Gogh, uitg.: Spectrum, Utrecht. 2005
- Tussen gemeenschap en individu. Socialisme en solidariteit in het hedendaagse België, in.: Geert Beulens, Jan Goossens en David Van Reybrouck (red.), Waar België voor staat: een toekomstvisie, uitg.: Meulenhoff|Manteau, Antwerpen. 2007
- (De-)Escalating Radicalisation: The debate within Muslim and Immigrant Communities, in:Rik Coolsaet (ed.), Jihadi Terrorism and the Radicalisation Challenge in Europe, publ,: Ashgate, 2008
- Syriëstrijders uit België: Enkele feiten en cijfers, in: Patrick Loobuyck (red.), De lokroep van IS. Syriëstrijders en (de)radicalisering, uitg.: Pelckmans, Kalmthout. 2015

### Opiniestukken
- Het failliet van de integratie-industrie (De Morgen, 8 mei 2000)
- Vlaanderen is serieus ziek (De Standaard, 28 maart 2001)
- Vergeet de botsingen tussen culturen (De Tijd, 10 september 2004)
- Vreemde verhalen (30 september 2004)
- Een moskee heeft geen kerkfabriek (De Standaard, 1 februari 2005)
- Portret van tien mannen (23 maart 2005)

- International Standard Name Identifier: 0000 0000 3616 8631
- Library of Congress Control Number: n2007036409
- Nederlandse Thesaurus van Auteursnamen: 265946492
- Virtual International Authority File: 53600509
- WorldCat: E39PBJwX6QwQ7GGTrQ6dRrkYyd